# مكشاف تأين اللهب

مخطط لمكشاف تأين اللهب

مكشاف تأين اللهب (ملاحظة 1) هو جهاز يستخدم لقياس الحلائل (المواد المراد تحليلها) في وسط غازي؛ وعادة ما يستخدم مكشافاً في أجهزة الاستشراب الغازي.
يتميز الجهاز بحساسيته نظراً لعدد الأيونات التي يتمكن من قياسها في وحدة الزمن.

## مبدأ العمل
يعتمد مبدأ عمل الجهاز على قياس الأيونات المتشكلة من عملية احتراق المركبات العضوية في لهب من الهيدروجين وذلك اعتماداً على الناقلية، إذ أن هناك تناسباً بين تركيز المركبات العضوية ونسبة تشكل الأيونات في اللهب.